# Kanton Valençay
Der Kanton Valençay ist seit 1790 ein französischer Wahlkreis in den Arrondissements Châteauroux und Issoudun im Département Indre in der Region Centre-Val de Loire; sein Hauptort ist Valençay.

## Gemeinden
Der Kanton besteht aus 28 Gemeinden mit insgesamt 17.118 Einwohnern (Stand: 1. Januar 2022) auf einer Gesamtfläche von 789,48 km²:
| Gemeinde                        | Einwohner 1. Januar 2022 | Fläche km² | Dichte Einw./km² | Code INSEE | Postleitzahl | Arrondissement |
| ------------------------------- | ------------------------ | ---------- | ---------------- | ---------- | ------------ | -------------- |
| Anjouin                         | 315                      | 28,91      | 11               | 36004      | 36210        | Issoudun       |
| Bagneux                         | 173                      | 25,30      | 7                | 36011      | 36210        | Issoudun       |
| Chabris                         | 2.762                    | 41,22      | 67               | 36034      | 36210        | Issoudun       |
| Dun-le-Poëlier                  | 437                      | 22,56      | 19               | 36068      | 36210        | Issoudun       |
| Écueillé                        | 1.189                    | 34,90      | 34               | 36069      | 36240        | Châteauroux    |
| Fontguenand                     | 252                      | 18,24      | 14               | 36077      | 36600        | Châteauroux    |
| Frédille                        | 76                       | 6,31       | 12               | 36080      | 36180        | Châteauroux    |
| Gehée                           | 254                      | 22,75      | 11               | 36082      | 36240        | Châteauroux    |
| Heugnes                         | 385                      | 42,17      | 9                | 36086      | 36180        | Châteauroux    |
| Jeu-Maloches                    | 119                      | 12,73      | 9                | 36090      | 36240        | Châteauroux    |
| Langé                           | 260                      | 20,63      | 13               | 36092      | 36600        | Châteauroux    |
| La Vernelle                     | 799                      | 17,08      | 47               | 36233      | 36600        | Châteauroux    |
| Luçay-le-Mâle                   | 1.315                    | 68,08      | 19               | 36103      | 36360        | Châteauroux    |
| Lye                             | 757                      | 24,77      | 31               | 36107      | 36600        | Châteauroux    |
| Menetou-sur-Nahon               | 143                      | 6,98       | 20               | 36115      | 36210        | Issoudun       |
| Orville                         | 141                      | 9,35       | 15               | 36147      | 36210        | Issoudun       |
| Pellevoisin                     | 794                      | 25,62      | 31               | 36155      | 36180        | Châteauroux    |
| Poulaines                       | 816                      | 46,32      | 18               | 36162      | 36210        | Issoudun       |
| Préaux                          | 172                      | 32,54      | 5                | 36166      | 36240        | Châteauroux    |
| Saint-Christophe-en-Bazelle     | 353                      | 13,94      | 25               | 36185      | 36210        | Issoudun       |
| Selles-sur-Nahon                | 62                       | 6,77       | 9                | 36216      | 36180        | Châteauroux    |
| Sembleçay                       | 101                      | 8,08       | 13               | 36217      | 36210        | Issoudun       |
| Valençay                        | 2.239                    | 41,59      | 54               | 36228      | 36600        | Châteauroux    |
| Val-Fouzon                      | 944                      | 46,90      | 20               | 36229      | 36210        | Issoudun       |
| Veuil                           | 378                      | 18,84      | 20               | 36235      | 36600        | Châteauroux    |
| Vicq-sur-Nahon                  | 681                      | 49,08      | 14               | 36237      | 36600        | Châteauroux    |
| Villegouin                      | 321                      | 24,03      | 13               | 36243      | 36500        | Châteauroux    |
| Villentrois-Faverolles-en-Berry | 880                      | 73,79      | 12               | 36244      | 36360, 36600 | Châteauroux    |
| Kanton Valençay                 | 17.118                   | 789,48     | 22               | 3613       | –            | –              |

Bis zur landesweiten Neuordnung der französischen Kantone im März 2015 gehörten zum Kanton Valençay die zehn Gemeinden Faverolles, Fontguenand, Langé, La Vernelle, Luçay-le-Mâle, Lye, Veuil, Vicq-sur-Nahon und Villentrois. Sein Zuschnitt entsprach einer Fläche von 332,10 km2. Er besaß vor 2015 einen anderen INSEE-Code als heute, nämlich 3622.

## Veränderungen im Gemeindebestand seit der landesweiten Neuordnung der Kantone
2019: Fusion Faverolles-en-Berry und Villentrois → Villentrois-Faverolles-en-Berry
2016: Fusion Parpeçay, Sainte-Cécile und Varennes-sur-Fouzon → Val-Fouzon